# Communauté d'agglomération Saint-Avold Synergie
La communauté d'agglomération Saint-Avold Synergie est une communauté d'agglomération du département de la Moselle en région Grand Est créée en 2017.

## Historique
Dans le cadre de l'approfondissement de la coopération intercommunale prévu par la loi portant nouvelle organisation territoriale de la République (Loi NOTRe) du 7 août 2015, qui prescrit que les intercommunalités doivent compter, sauf exceptions, au moins 15 000 habitants,  le schéma départemental de coopération intercommunale de la Moselle du 31 mars 2016 a prévu la fusion des communautés de communes du Pays naborien et du Centre mosellan, cette dernière n'atteignant pas le seuil requis et les deux intercommunalités faisant partie du même bassin d'emploi. Cette fusion permettrait, selon ce schéma, de faire bénéficier le territoire du Centre Mosellan du dynamisme économique du secteur de Saint-Avold, et, inversement, au Pays Naborien de disposer d'un territoire élargi « lui permettant d'améliorer son poids et sa représentativité au sein du département et de la nouvelle région ».
Cette fusion est décidée par un arrêté préfectoral du 27 septembre 2016 qui a pris effet le 1er janvier 2017 créant la communauté de communes Agglo Saint-Avold Centre mosellan,,.
Dès le 1er juillet 2017, cette communauté de communes est transformée en communauté d'agglomération  par un arrêté préfectoral du 22 juin 2017 et prend le nom de « Saint-Avold Synergie »,.

## Composition
La communauté d'agglomération est composée des 41 communes suivantes :

| Nom                     | Code Insee | Gentilé           | Superficie (km2) | Population (dernière pop. légale) | Densité (hab./km2) |
| ----------------------- | ---------- | ----------------- | ---------------- | --------------------------------- | ------------------ |
| Saint-Avold (siège)     | 57606      | Naboriens         | 35,48            | 14 828 (2022)                     | 418                |
| Altrippe                | 57014      | Altrippois        | 4,88             | 368 (2022)                        | 75                 |
| Altviller               | 57015      | Altvillerois      | 4,85             | 531 (2022)                        | 109                |
| Baronville              | 57051      | Baronvillois      | 6,18             | 369 (2022)                        | 60                 |
| Bérig-Vintrange         | 57063      |                   | 8,52             | 213 (2022)                        | 25                 |
| Biding                  | 57082      | Bidingeois        | 6,72             | 339 (2022)                        | 50                 |
| Bistroff                | 57088      | Bistroffois       | 19,28            | 312 (2022)                        | 16                 |
| Boustroff               | 57105      |                   | 3,47             | 152 (2022)                        | 44                 |
| Brulange                | 57115      |                   | 5,85             | 99 (2022)                         | 17                 |
| Carling                 | 57123      | Carlingeois       | 2,67             | 3 332 (2022)                      | 1 248              |
| Destry                  | 57174      |                   | 6,93             | 110 (2022)                        | 16                 |
| Diesen                  | 57765      | Diesenois         | 5,47             | 1 029 (2022)                      | 188                |
| Diffembach-lès-Hellimer | 57178      | Diffembachois     | 5,79             | 361 (2022)                        | 62                 |
| Eincheville             | 57189      | Einchevillois     | 6,78             | 223 (2022)                        | 33                 |
| Erstroff                | 57198      | Erstroffois       | 5,05             | 189 (2022)                        | 37                 |
| Folschviller            | 57224      | Folschvillerois   | 9,46             | 3 937 (2022)                      | 416                |
| Frémestroff             | 57237      | Frémestroffois    | 5,51             | 304 (2022)                        | 55                 |
| Freybouse               | 57239      | Freybousois       | 5,87             | 428 (2022)                        | 73                 |
| Gréning                 | 57258      | Gréningeois       | 2,78             | 112 (2022)                        | 40                 |
| Grostenquin             | 57262      | Grostenquinois    | 21,77            | 620 (2022)                        | 28                 |
| Guessling-Hémering      | 57275      | Guesslingeois     | 10,06            | 924 (2022)                        | 92                 |
| Harprich                | 57297      | Harprichois       | 8,78             | 186 (2022)                        | 21                 |
| Hellimer                | 57311      |                   | 10,42            | 517 (2022)                        | 50                 |
| L'Hôpital               | 57336      | Spittellois       | 3,99             | 5 179 (2022)                      | 1 298              |
| Lachambre               | 57373      | Lachambrois       | 7,86             | 913 (2022)                        | 116                |
| Landroff                | 57379      |                   | 7,73             | 268 (2022)                        | 35                 |
| Laning                  | 57384      | Laningeois        | 6,71             | 601 (2022)                        | 90                 |
| Lelling                 | 57389      | Lellingeois       | 4,92             | 460 (2022)                        | 93                 |
| Leyviller               | 57398      | Leyvillerois      | 7,25             | 506 (2022)                        | 70                 |
| Lixing-lès-Saint-Avold  | 57409      | Lixingeois        | 6,32             | 672 (2022)                        | 106                |
| Macheren                | 57428      | Macherenois       | 16,95            | 2 827 (2022)                      | 167                |
| Maxstadt                | 57453      | Maxstadtois       | 7,91             | 296 (2022)                        | 37                 |
| Morhange                | 57483      | Morhangeois       | 15,38            | 3 347 (2022)                      | 218                |
| Petit-Tenquin           | 57536      | Petit-Tenquinois  | 4,88             | 216 (2022)                        | 44                 |
| Porcelette              | 57550      | Porcelettois      | 13,44            | 2 435 (2022)                      | 181                |
| Racrange                | 57560      | Racrangeois       | 7,16             | 620 (2022)                        | 87                 |
| Suisse                  | 57662      |                   | 5,03             | 95 (2022)                         | 19                 |
| Vahl-Ebersing           | 57684      | Vahl-Ebersingeois | 6,29             | 497 (2022)                        | 79                 |
| Vallerange              | 57687      | Vallerangeois     | 6,64             | 211 (2022)                        | 32                 |
| Valmont                 | 57690      | Valmontais        | 9,24             | 2 951 (2022)                      | 319                |
| Viller                  | 57717      |                   | 7,27             | 173 (2022)                        | 24                 |

### Démographie
| 1968   | 1975   | 1982   | 1990   | 1999   | 2007   | 2012   | 2017   |
| ------ | ------ | ------ | ------ | ------ | ------ | ------ | ------ |
| 51 752 | 53 445 | 54 924 | 56 093 | 56 064 | 55 959 | 55 184 | 53 373 |

### Environnement
Énergie
Dans le cadre du SRADDET du Grand Est, ATMO Grand Est tient à jour les statistiques énergétiques de tous les EPCI régionaux. Aussi pouvons-nous représenter l'énergie finale consommée sur le territoire annuellement par secteur, ou par source, pour l'année 2017. Cette énergie finale annuelle correspond à 42,3 MWh par habitant.
| -                 | GWh par an |
| ----------------- | ---------- |
| Industrie         | 1 103      |
| Résidentiel       | 601        |
| Tertiaire         | 204        |
| Transport routier | 332        |
| Autres transports | 9          |

| -                                    | GWh par an |
| ------------------------------------ | ---------- |
| Électricité                          | 824        |
| Gaz naturel et produits pétroliers   | 1 206      |
| Bois-énergie                         | 113        |
| Autres EnR (PAC, solaire thermique…) | 48         |
| Autres non EnR                       | 79         |
| Réseau de chaleur                    | 7          |

La production d’énergie renouvelable (EnR) du territoire apparaît dans le tableau suivant, toujours pour l’année 2017 :
| -                     | GWh par an |
| --------------------- | ---------- |
| Éolien                | 59         |
| Bois-énergie          | 49         |
| Pompe à chaleur (PAC) | 23         |
| Photovoltaïque        | 6          |
| Solaire thermique     | 1          |

## Organisation

### Siège
La communauté d'agglomération a son siège à Saint-Avold, 10-12 rue du Général de Gaulle.

### Élus
La communauté d'agglomération  est administrée par son conseil communautaire, composé, pour la mandature 2020-2026,  de  79 conseillers municipaux représentant chacune des  communes membres et répartis en fonction de leur population de la manière suivante :

- 19 délégués pour Saint-Avold ;

- 6 délégués pour L'Hôpital ;

- 4 délégués pour Carling, Folschviller, Morhange ;

- 3 délégués pour Macheren, Porcelette et Valmont ;

- 1  délégué ou son suppléant pour les autres communes.
Au terme des élections municipales de 2020 en Moselle, le conseil communautaire restructuré a élu son nouveau président, Salvatore Coscarella, maire de Valmont,, ainsi que ses 13 vice-présidents, qui sont : 
1. Bernard Treuvelot, élu de Morhange, chargé du tourisme (aménagement et promotion des zones touristiques et de zones classées biodiversité – Natura 2000), office de tourisme, salon de l’agriculture, hôtellerie et hébergement de loisirs, soutien aux animations ;
2. Umit Yildirim, premier maire-adjoint de Saint-Avold, ancien député suppléant, chargé du développement économique et de l'attractivité du territoire ;
3. Gaston Adier, maire de Carling, chargé des travaux, du patrimoine communautaire, de la sécurité et de l'accessibilité des ERP, SIG et cadastre, ainsi que des relations transfrontalières ;
4. Romuald Yahiaoui, maire de Hellimer, chargé des finances, de la planification budgétaire et des ressources, des affaires juridiques ;
5. Jean-Jacques Ballèvre, maire d'Altviller, chargé de la gestion de l’eau potable, des eaux pluviales, de l’assainissement, du chauffage urbain Synergis, GEMAPI ;
6. Gabriel Walkowiak, maire de Diesen, chargé de la politique du logement et de l'habitat, du cadre de vie et  de l'aire d’accueil des gens du voyage sur le territoire communautaire ;
7. Bernard Jacquot, maire de Baronville, chargé de l'aménagement du territoire, de l'urbanisme prévisionnel et du renouvellement urbain, des affaires foncières, de la promotion, mise en valeur et attractivité des centres bourgs, du numérique et du très haut débit, du Scot et cœur de ville ;
8. Antoine Franke, maire de Vahl-Ebersing, chargé de la ruralité et  des maisons de service ;
9. Jean Meketyn, maire de Macheren, chargé de l'environnement, des déchetteries, de la collecte des OM et des déchets sur le territoire communautaire, du SYDEME, de la fourrière animale ;
10. Emmanuel Schuler, maire de L'Hôpital, chargé de la politique associative, des équipements culturels et de loisirs, de l'organisation des secours sur le territoire ;
11. Didier Zimny, maire de Folschviller, chargé de l'emploi et de la mission locale, actions d’insertion, d’adaptation et de reconversion professionnelle, de la formation, de l'enseignement supérieur et du service aux étudiants, de la recherche, du développement et du soutien aux innovations technologiques et de la politique de la ville ;
12. Robert Bintz, maire de Lixing-lès-Saint-Avold, chargé des transports urbains, du réseau ferré et de l'accessibilité, de l'écomobilité et du covoiturage ;
13. Philippe Renard, maire de Destry, chargé de la communication, de l'information de la population sur les actions intercommunales, de la coordination et de la  liaison entre les communes (action, animations propretés).

Le bureau communautaire pour la mandature 2020-2026 est constitué du président, des vice-présidents et de deux conseillers communautaires délégués.

### Liste des présidents
| Période      | Période                    | Identité             | Étiquette         | Qualité |
| ------------ | -------------------------- | -------------------- | ----------------- | --- |
| janvier 2017 | juillet 2020               | André Wojciechowski  | UDI               | Fonctionnaire de La Poste Maire de Saint-Avold (2001 → 2020) Député de la Moselle (2007 → 2012) Conseiller général de Saint-Avold-2 (1998 → 2007) Conseiller départemental de Saint-Avold (2015 → ) Président de l'ex-CC du Pays Noborien (2004 → 2016) |
| juillet 2020 | En cours (au 16 août 2020) | Salvatore Coscarella | Mouvement radical | Maire de Valmont (Moselle) (2014 → ) |

### Compétences
La communauté d'agglomération exerce les compétences qui lui ont été transférées par les communes membres, dans les conditions déterminées par le code général des collectivités territoriales. Le changement de statut de l'intercommunalité, passée de communauté de communes a communauté d'agglomération, a accru l'importance des compétences transférées. En 2018, il s'agissait de : 
- aménagement de l'espace communautaire (SCoT...) ;
- développement économique : zones d’activités ;
- équilibre social de l'habitat ;
- politique de la ville : élaboration du diagnostic du territoire et définition des orientations du contrat de ville ;
- gestion des milieux aquatiques ;
- aires d’accueil des gens du voyage ;
- collecte et traitement des déchets ménagers et assimilés ;
- environnement et cadre de vie : lutte contre la pollution de l'air, contre les nuisances sonores, soutien aux actions de maîtrise de l'énergie, promotion des énergies renouvelables, gestion collective des déchets industriels sur les zones d'activités économiques gérées par la communauté et sur la plateforme chimique de Carling ;
- maisons de services au public ;
- équipements sportifs et culturels d'intérêt communautaire : complexe nautique de Saint-Avold ;
- assainissement (sur le territoire de l’ancienne communauté de communes du Centre mosellan)
- tourisme ;
- politique sportive et culturelle ;
- soutien au scolaire ;
- soutien aux actions de protection animale ;
- réseaux et services locaux de communications électronique.

### Régime fiscal et budget
La communauté d'agglomération est un établissement public de coopération intercommunale à fiscalité propre.
Afin de financer l'exercice de ses compétences, l'intercommunalité perçoit, comme toutes les communatés d'agglomération, la fiscalité professionnelle unique (FPU) – qui a succédé à la taxe professionnelle unique (TPU) – et assure une péréquation de ressources.

### Effectifs
Pour l'exercice de ses compétences, l'intercommunalité employait lors de sa création en 2017 près de 105 agents.

## Projets et réalisations
Conformément aux dispositions légales, une communauté d'agglomération a pour objet d'associer « au sein d'un espace de solidarité, en vue d'élaborer et conduire ensemble un projet commun de développement urbain et d'aménagement de leur territoire ».